# Батценгел
Батценгел (монг. Батцэнгэл) — сомон Архангайського аймаку Монголії. Територія 3,6 тис. км²., населення 4,7 тис. чол.. Центр селище Жаргалант. Розташований на відстані 50 км від Цецерлега, 326 км від Улан-Батора. Школа, лікарня, будинок культури

## Межі сомону
Сомон межує з такими сомонами аймаку Архангай: Хайрхан, Улзийт, Тувшруулех, Ценхер, Ерденебулган, Іхтамір, Ерденемандал.